# Miotingis
Miotingis is een geslacht van wantsen uit de familie van de Tingidae (Netwantsen). Het geslacht werd voor het eerst wetenschappelijk beschreven door Nel in 1992.

## Soorten
Het genus is monotypisch en bevat alleen de volgende soort:

- Miotingis cantalensis Nel, 1992